# Contea di Tiantai
Contea di Tiantai (天台县S, Tiāntāi XiànP) è una contea della Cina, situata nella provincia dello Zhejiang.